# Evert Dirk Baumann
Evert Dirk Baumann (* 17. November 1883 in Dordrecht; † 25. Mai 1966 in Oosterbeek) war ein niederländischer Arzt und Medizinhistoriker.

## Leben
Baumann besuchte bis 1902 das Gymnasium in Dordrecht und danach bis 1909 die Universität Amsterdam. Hier promovierte er 1910 mit der Abhandlung Johann van Beverwijck in leven en werken zum Doktor der Medizin. Von 1911 bis 1917 war er Arzt in Rotterdam, ab 1918 wirkte er in gleicher Eigenschaft in Oude Wetering und ging 1925 als Arzt nach Oosterbeek, wo er bis zu seinem Lebensende wirkte. E. D. Baumann hatte eine Vielzahl von Abhandlungen zur Geschichte der Medizin verfasst. Besonderen Wert legte er dabei auf antike Pathologie und volkspsychologische Probleme. Zudem ist er als Artikelautor des niederländischen biographischen Standardwerkes Nieuw Nederlandsch Biografisch Woordenboek in Erscheinung getreten.

## Veröffentlichungen (Auswahl)
- De dokter en de geneeskunde. Amsterdam 1915.
- Geschiedenis der Geneeskunde. 1918.
- Frederik Dekkers. 1919.
- Een Haarlemsche chirurgijn uit de XVIIde eeuw. 1919.
- Een lijfarts der Oranjes in de XVIIde eeuw. o. J.
- Een zeventiende eeuwsche voorloper van ons tijdschrift. In: Nederlandsch Tijdschrift voor Geneeskunde. Jg. 65 (1921) I: 2563–2570.
- Cornelis Stalpart van der Weil. In: Nederlandsch Tijdschrift voor Geneeskunde. Jg. 65 (1921) II, S. 1689–1712.
- Hendrick van Roonhuijse. In: Nederlandsch Tijdschrift voor Geneeskunde. Jg. 66 (1922) I, S. 856–874.
- Job van Meekren. In: Nederlandsch Tijdschrift voor Geneeskunde. Jg. 67 (1923) S. 456–479.
- Over de hondsdolheid in de oudheid. 1924.
- Die Heilige Krankheit. In: Janus. 29, 1925, S. 7–32.
- Josse Lommen uit Buren. 1926.
- Über die Erkrankungen der Leber im klassischen Altertum. In: Janus. 35, 1931, 153–168 und 185–206.
- De harmonie der dingen. 1933.
- Antike Pathologie. 1934.
- Historische Betrachtungen über die Vis medicatrix naturae. 1936.
- Eenige beschouwingen over de volksziel. 1937.
- De evolutie van de geniale persoonlijkheid. 1938.
- Melissa. Een studie over de bij in het volksgeloof . Over ontwikkelingsideeën bij de antieken. 1938.
- Die pseudohippokratische Schrift Peri Manies. In: Janus. Band 42, 1938, S. 129–141.
- Antike Betrachtungen über Nutzen und Schaden des Koitus. In: Janus. 44, 1940, S. 123–138.
- Historische Betrachtungen über das Koitus-Konzeption Problem. 1940.
- François dele Boë Sylvius. Leiden 1949.
- Uit drie eeuwen Nederlandse geneeskunde. Amsterdam. 1951.
- Medisch-historische Studien over Des. Erasmus Etudes medico-historiques sur Erasme. Arnheim 1953.